# Kokedama
Kokedama (jap. 苔玉 koke-dama; dosł. kule z mchu, koke – mech, tama – kula) – kula utworzona z ziemi ogrodowej pokryta mchem, na której rośnie roślina ozdobna.

## Opis
Jest to japoński sposób hodowli roślin ozdobnych, których korzenie znajdują się wewnątrz kuli ziemi pokrytej mchem.
Kokedama to starożytna japońska forma sztuki wywodząca się z praktyki bonsai. Piękno odsłoniętych korzeni bonsai, pokrywających się mchem, było inspiracją do tworzenia kokedama. Potocznie nazywano to „bonsai dla biednych”, ponieważ był to prostszy i tańszy sposób na cieszenie się spokojem ogrodu, przyrody w domach. Brak doniczek naśladuje naturalne środowisko, w którym rosną rośliny. W kulturze japońskiej mech symbolizuje długowieczność, coś, co rozkwita w czasie i jest w harmonii z otoczeniem.
Ta rustykalna sfera natury jest odzwierciedleniem wabi-sabi, poczucia estetycznego w sztuce japońskiej, skoncentrowanego na akceptacji przemijania i niedoskonałości, co w wolnym tłumaczeniu oznacza odnajdywanie piękna w naturalnych niedoskonałościach. 
Obecnie sztuka kokedamy zyskała współczesny charakter, jest postrzegana jako stylowy i wyjątkowy dodatek w pomieszczeniach mieszkalnych (zwłaszcza niewielkich) i miejscu pracy. 

## Galeria

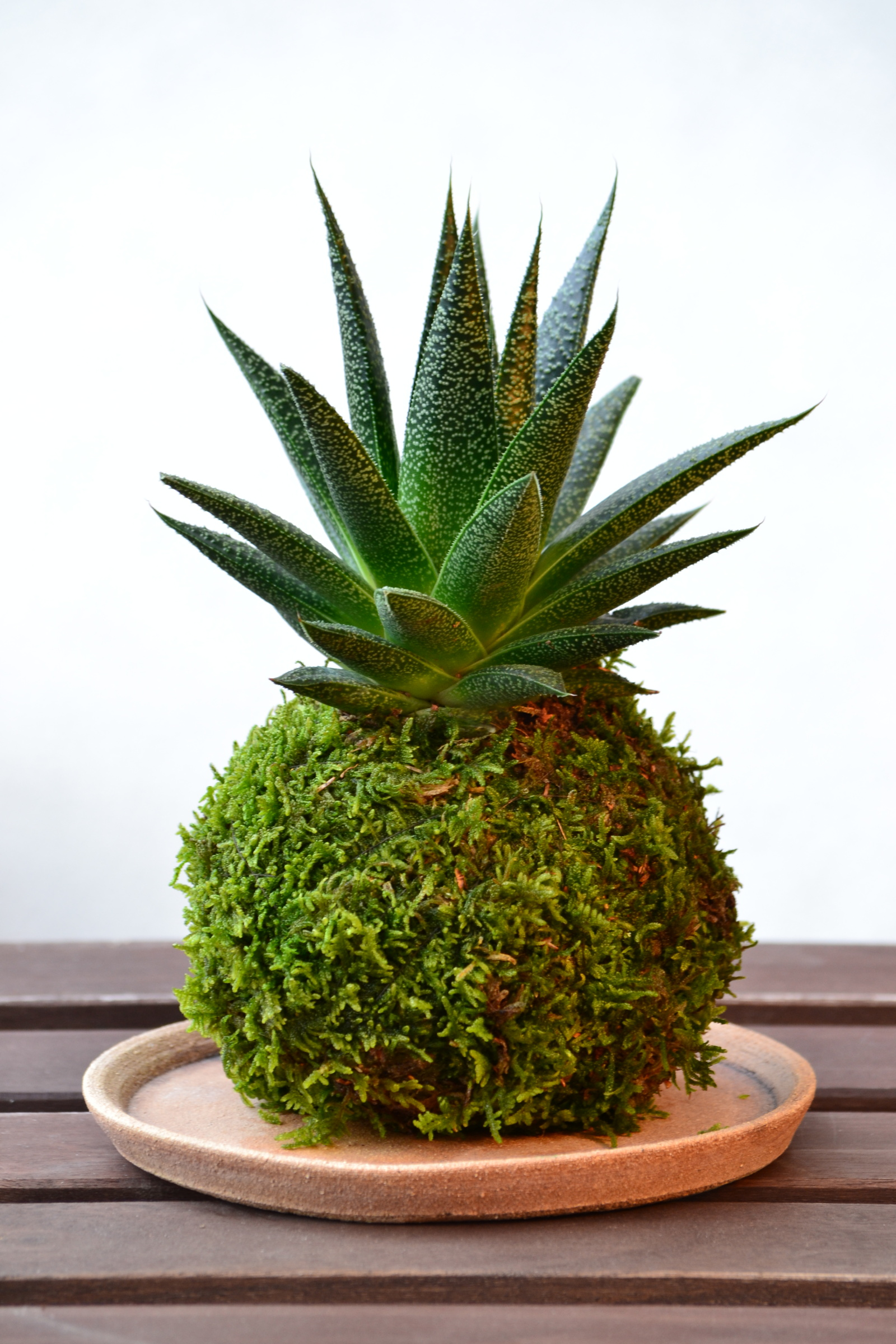
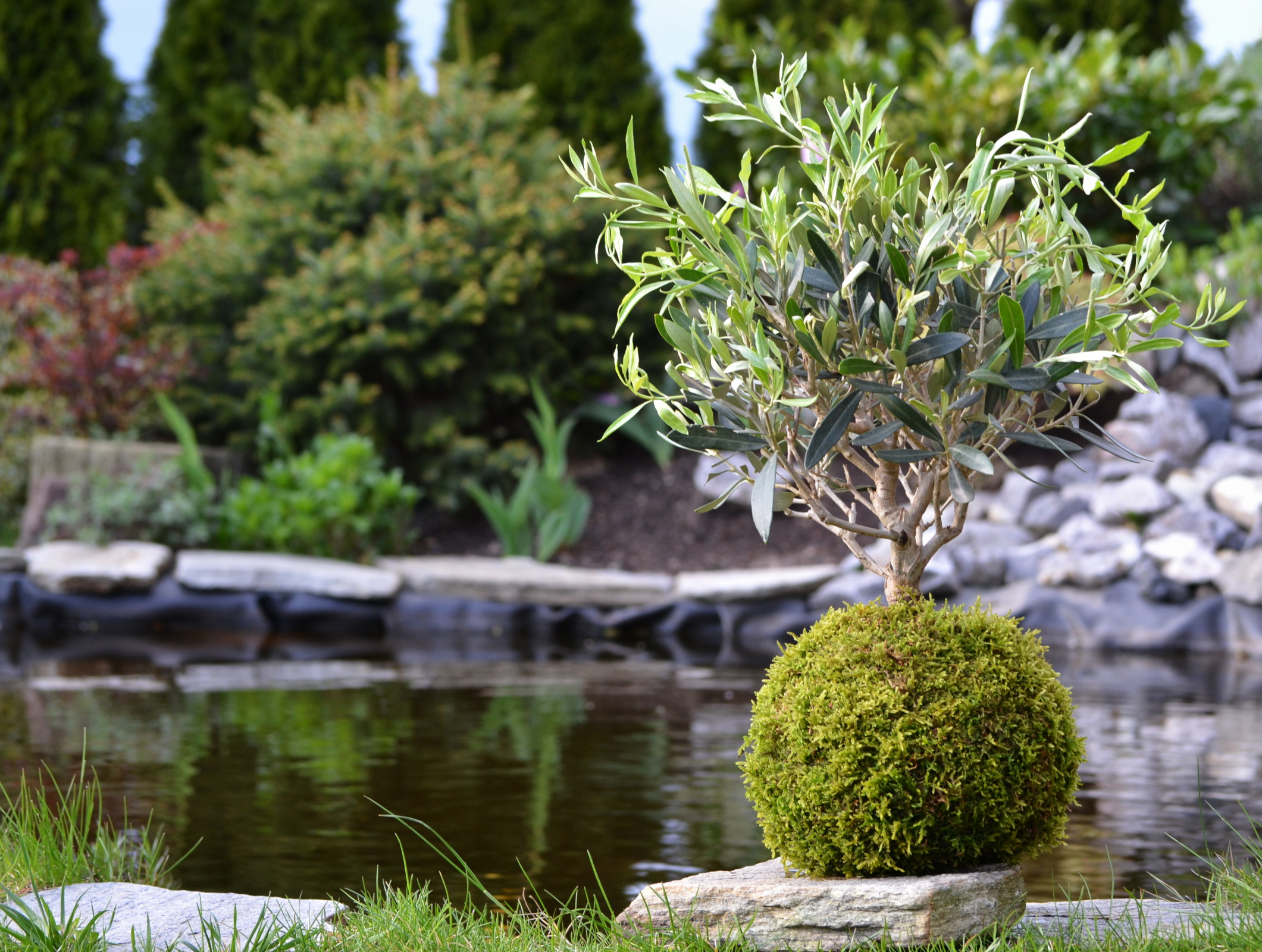
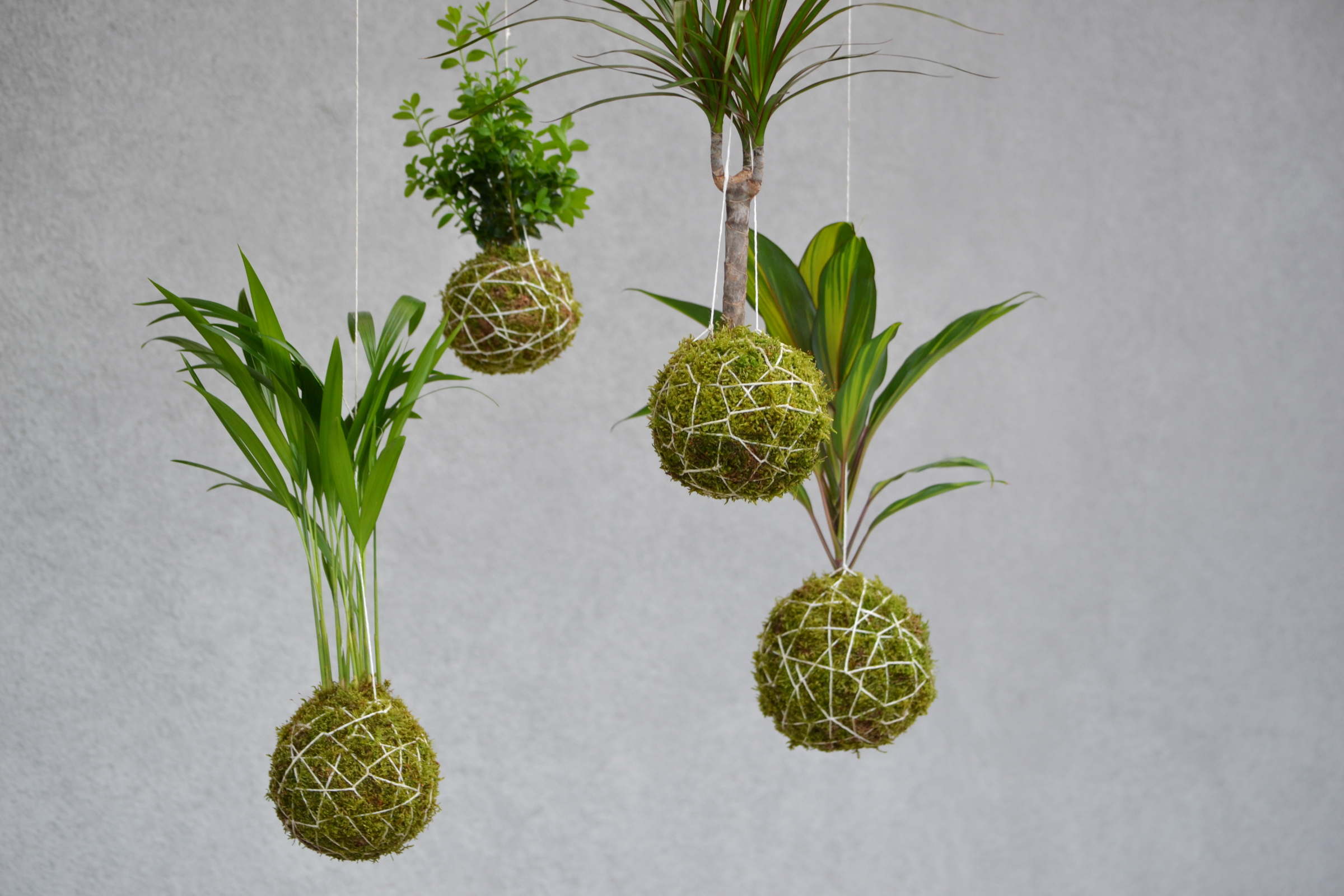
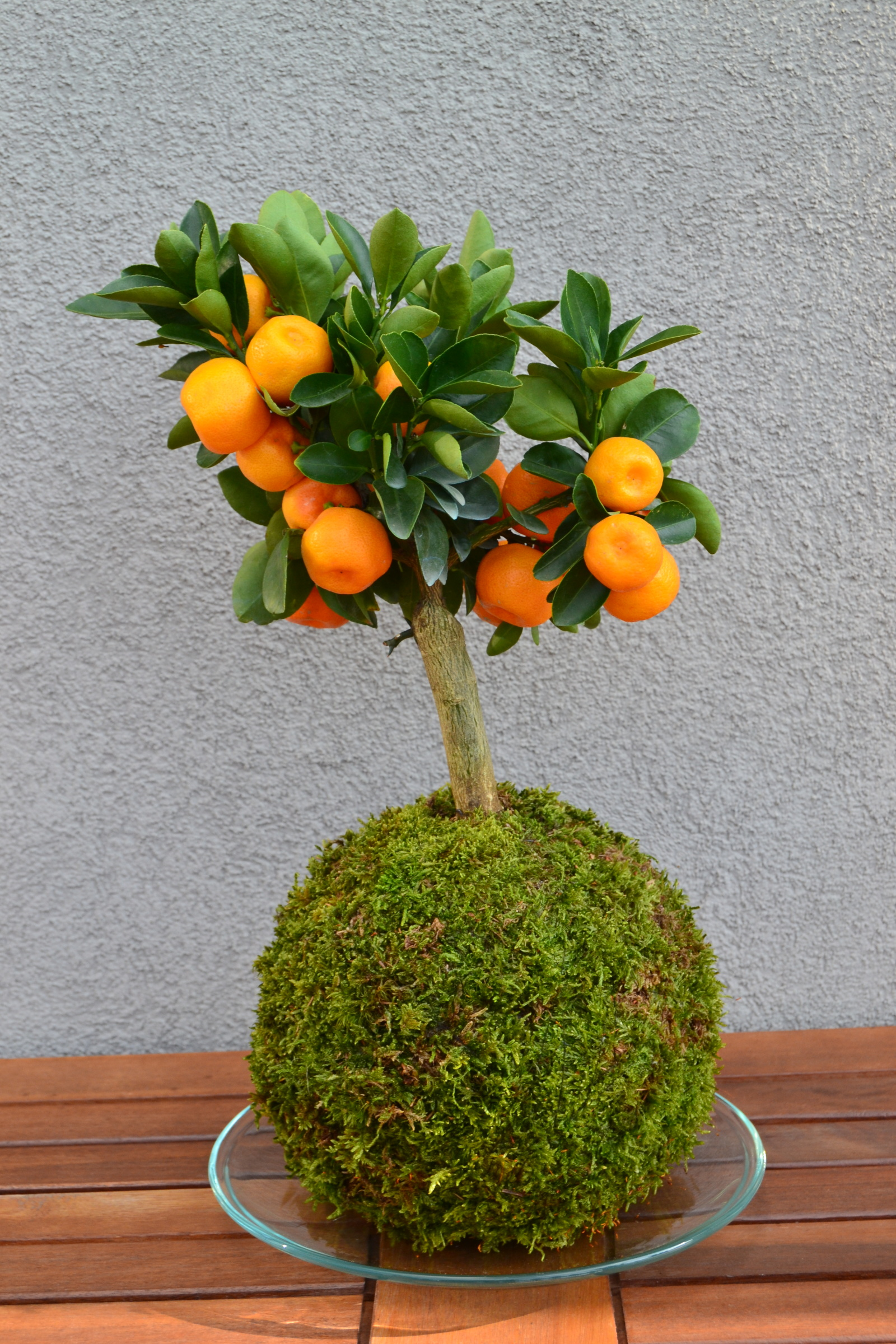
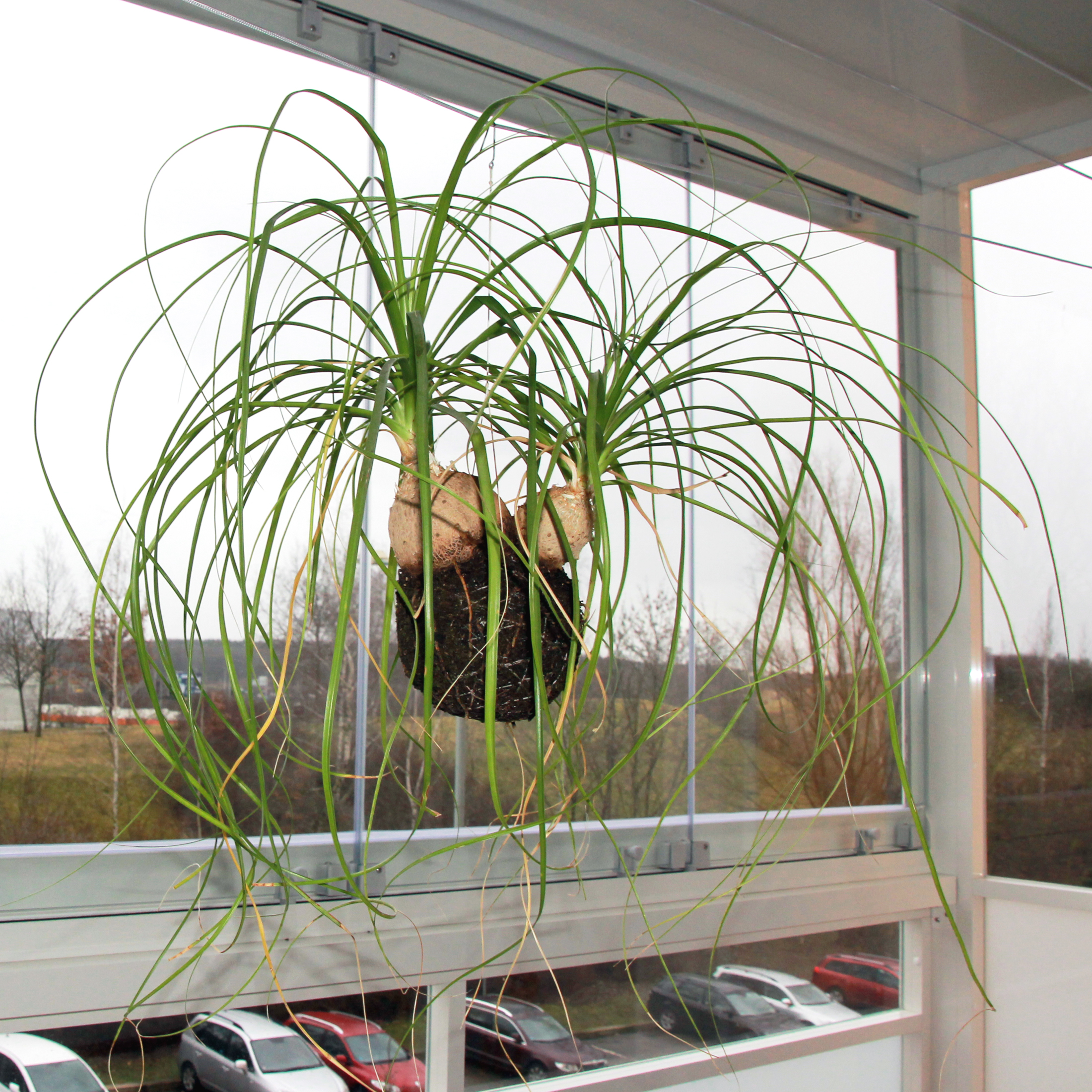